# Allouville-Bellefosse
Allouville-Bellefosse is een gemeente in het Franse departement Seine-Maritime (regio Normandië) en telt 1187 inwoners (2011). De plaats maakt deel uit van het arrondissement Rouen.

## Geografie
De oppervlakte van Allouville-Bellefosse bedraagt 14,6 km², de bevolkingsdichtheid is 81,3 inwoners per km².
De onderstaande kaart toont de ligging van Allouville-Bellefosse met de belangrijkste infrastructuur en aangrenzende gemeenten.

## Demografie
Onderstaande figuur toont het verloop van het inwonertal (bron: INSEE-tellingen).

## Kapel-Eik / Chêne chapelle
Naast de dorpskerk staat hier de beroemdste boom van Frankrijk. In deze eeuwenoude zomereik zijn in 1696 twee kapelletjes gebouwd. De onderste kapel bevat een klein altaar met een Mariabeeld en is gewijd aan "Onze Lieve Vrouwe van de Vrede". De bovenste kapel, de "Chambre de l'ermite",  kan worden bereikt via een rond de boom gebouwde wenteltrap. Dit curieuze religieuze monument wordt jaarlijks door tienduizenden bedevaartgangers bezocht. De leeftijd van deze eik wordt uiteenlopend geschat van 800 tot 1500 jaar. De lage schatting is, gezien onderzoek aan andere eiken in Europa, het meest realistisch.

1000-jarige eik in Allouvile
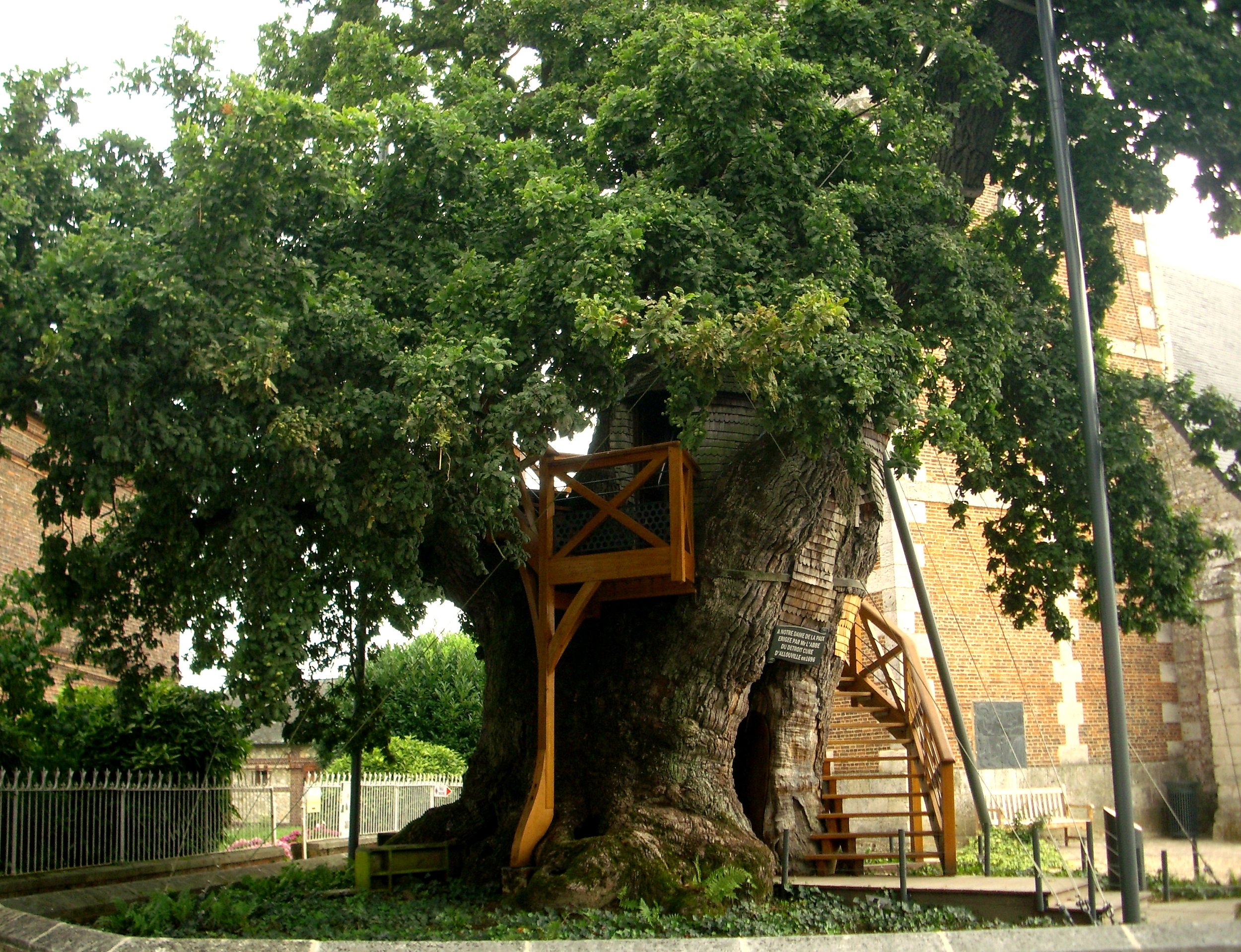
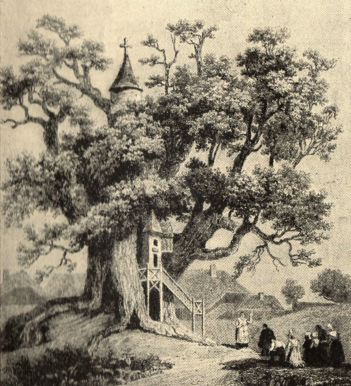
Afbeelding uit 1755
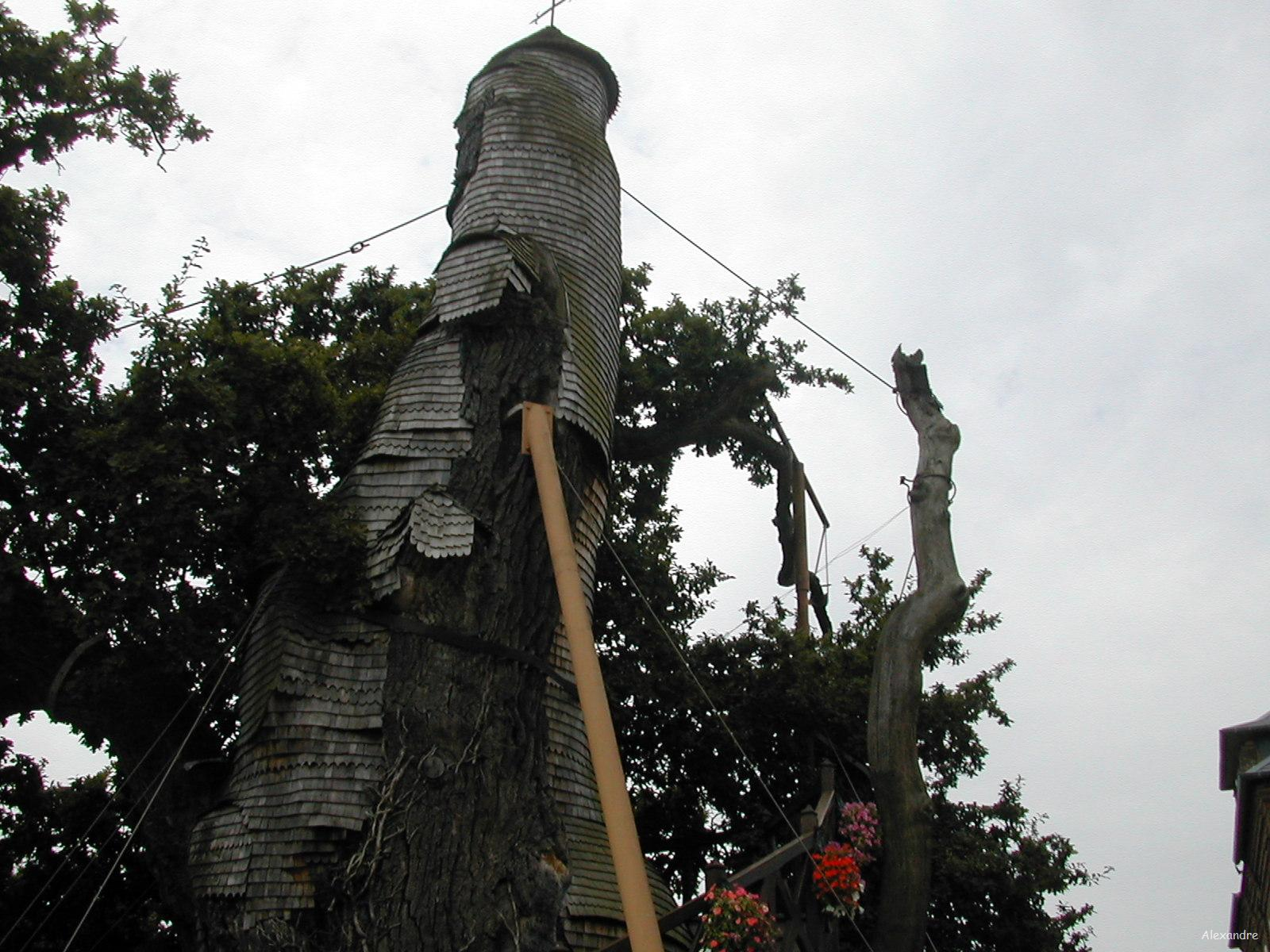
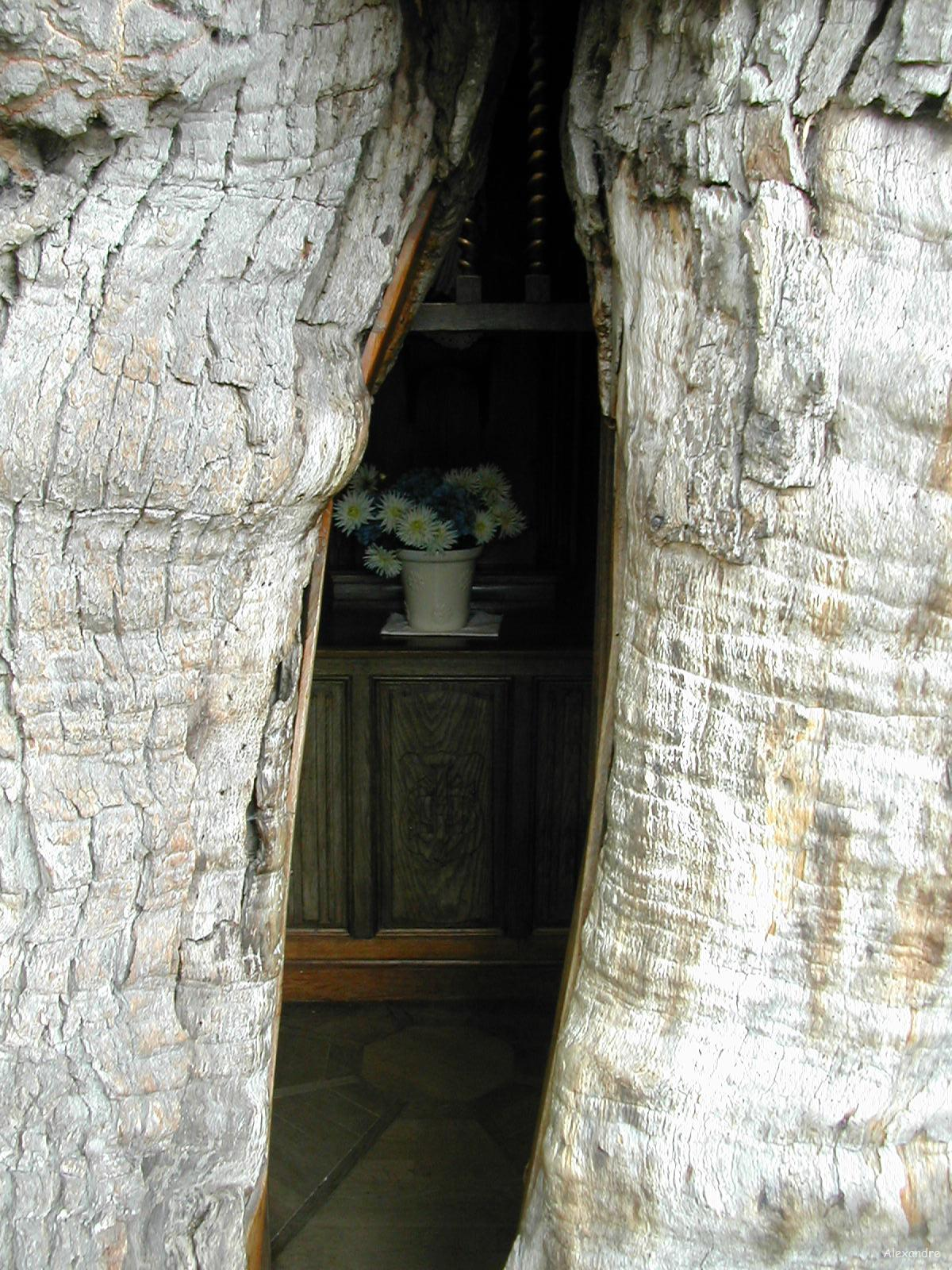
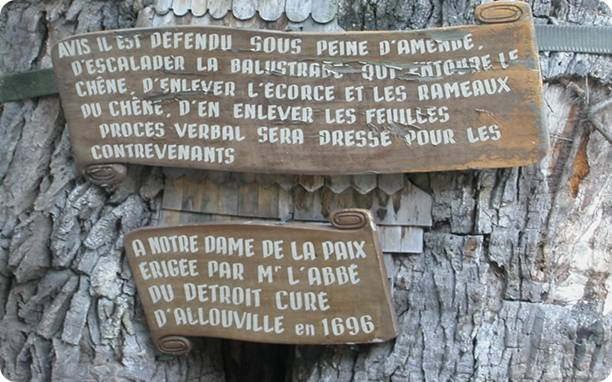